# ホワイテリーフFC
ホワイテリーフ・フットボールクラブ（Whyteleafe Football Club）はイングランド、サリー州、タンドリッジ区内、ホワイテリーフを本拠地とするサッカークラブチームである。2008-2009シーズンはイスミアンリーグ・ディヴィジョン1・サウス（8部相当）に所属。

## タイトル

### 国内タイトル
- サリー・シニアリーグ:1回

1968-1968

### 国際タイトル
- なし